# Unión Sindical Obrera
Unión Sindical Obrera (afgekort: USO, Nederlands: 'Arbeiders Vakbondsunie') is een christelijke Spaanse vakbond. 
De bond werd opgericht in de illegaliteit in de jaren 60 van de 20e eeuw, in de marge van de Spaanse Staat onder het regime van Franco, toen het Sindicato vertical de enige toegestane vakbeweging was. USO heeft een grote rol gespeeld tijdens de overgang van Spanje naar de democratie na Franco's dood in 1975, maar verloor grote delen van haar aanhang aan CC.OO. en UGT toen vakbonden een paar jaar gelegaliseerd werden. 
Desalniettemin is USO vandaag de dag, na deze twee bonden, de derde vakbond van Spanje, met zo'n 120.000 leden en 10.000 afgevaardigden in verschillende sectoren. De bond zit aan bij onderhandelingen van meer dan 500 verschillende cao's. Daarnaast is het de enige Spaanse bond met een permanente solidariteitskas om de leden financieel bij te kunnen staan waar nodig. 
De bond is lid van de internationale koepelorganisatie Europees Verbond van Vakverenigingen en was in 2006 mede-oprichter van het IVV